# Kieliszniczka śnieżnobiała

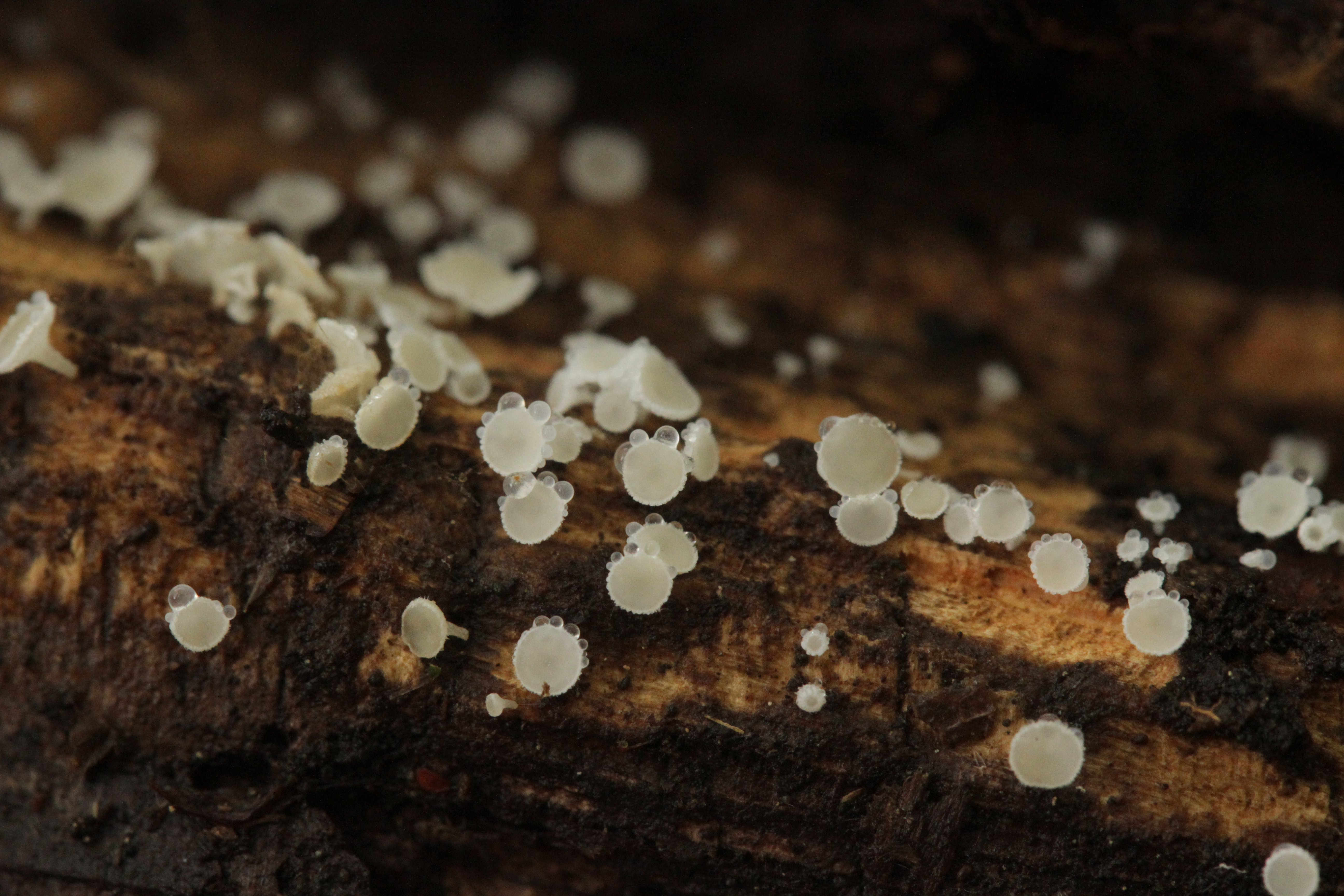

Kieliszniczka śnieżnobiała (Dasyscyphella nivea (R. Hedw.) Raitv.) – gatunek grzybów z rodziny Lachnaceae.

## Systematyka i nazewnictwo
Pozycja w klasyfikacji według Index Fungorum: Dasyscyphella, Lachnaceae, Helotiales, Leotiomycetidae, Leotiomycetes, Pezizomycotina, Ascomycota, Fungi.
Po raz pierwszy opisał go w 1802 r. Romanus Adolf Hedwig nadając mu nazwę Octospora nivea. W 1970 r. Ain Raitviir przeniósł go do rodzaju Dasyscyphella.
Ma 16 synonimów. Niektóre z nich:
- Dasyscyphus niveus (R. Hedw.) Sacc. 1889
- Lachnea nivea (R. Hedw.) P. Karst. 1870[2].

W 2025 r. Komisja ds. Polskiego Nazewnictwa Grzybów Polskiego Towarzystwa Mykologicznego zarekomendowała nazwę kieliszniczka śnieżnobiała.

## Morfologia
Owocnik
Typu apotecjum (miseczka), o średnicy 0,4-2 (2,2) mm, biały do jasnokremowego, pokryty na całej powierzchni maczugowatymi włoskami. Brzeg ząbkowany, często pokryty kryształkami.
Cechy mikroskopowe.
Włoski (58,5–)68,5–95 × 1,8–3,5 μm, brodawkowate, z komórkami wierzchołkowymi gładkimi, maczugowatymi nieco dłuższymi niż inne komórki, 15–25 × 2,8–4,8 μm. Worki o wymiarach 41–54,5 × 3,3–4,8 μm, wyrastają z pastorałek, pod wpływem KOH barwią się na niebiesko. Askospory jednokomórkowe, wrzecionowate (5,8–)6,4–8(–9) × 1,6–2 μm. Parafizy wąsko lancetowate, o średnicy 1,6–2,3 μm, wyrastające ponad worki o 3,3–10 (–12,5) μm.
Gatunki podobne
Istnieje około 40 podobnych gatunków tworzących białe, owłosione apotecja. Ich rozróżnienie możliwe jest tylko badaniami mikroskopowymi. Bardzo podobna jest Dasyscyphella montana. Bardzo podobne są także: Lachnum virgineum, Hyaloscypha aureliella, Mollisia cinerea, Eriopezia caesia, Hymenoscyphus fagineus.

## Występowanie i siedlisko
Podano stanowiska Dasyscyphella nivea w Ameryce Północnej i Południowej, Europie, Azji, Australii i na Nowej Zelandii, najwięcej w Europie. W Polsce w 2006 r. M.A. Chmiel przytacza 8 stanowisk.
Nadrzewny grzyb saprotroficzny występujący na drewnie dębów (Quercus), ale też dość często na bukach (Fagus), bardzo rzadko na innych drzewach (notowana na kasztanach Castanea i wierzbach Salix).